# Husova lípa (Nové Město nad Metují)
Husova lípa v Novém Městě nad Metují je památný strom vysazený 6. července 1919 k příležitosti 500 let upálení mistra Jana Husa (ač by šlo ve skutečnosti o výročí 504 let, kronika města uvádí takto). Lípa roste na okraji lesního porostu u nedatované mohyly s kresbou kalicha. Místo je jednou ze zastávek turistického okruhu.

## Základní údaje
- název: Husova lípa
- druh: lípa malolistá (Tilia cordata)[2]
- výška: 21,5 m[2]
- obvod: 170 cm[2], 189 cm[1]
- věk: 90 let (vysazena 6. 7. 1919)[1]
- památný strom ČR: od 28. 9. 1994[2]
- umístění: kraj Královéhradecký, okres Náchod, obec Nové Město nad Metují
- souřadnice: 50°20′50.16″N 16°09′27.62″E

## Památné a významné stromy v okolí
- Žižkova lípa (Krčín)
- Rezecký dub
- Lípy u hřbitova (Krčín) (2 stromy)
- Tis u Českých bratří
- Lípy na nábřeží (Krčín) (55 z původních 60 stromů)
- Masarykova lípa (Krčín) (vysazena 13. dubna 1919, také známá jako lípa Svobody)